# Багмут, Иван Андрианович
Иван Андрианович Ба́гмут (укр. Іван Андріанович Багмут; 7 июня 1903, с. Бабайковка Новомосковского уезда Екатеринославской губернии (ныне Царичанского района Днепропетровской области, Украины) — 20 августа 1975, Харьков) — украинский советский писатель, журналист и драматург.

## Биография
Родился в многодетной семье сельского учителя. Окончил церковно-приходскую школу, с 1913 учился в Новомосковской классической гимназии. В 1919 поступил на последний курс учительской семинарии, которую окончил 1921 году.
Работал сельским учителем, заведовал политпросвещением в волости. Впоследствии переехал в Харьков. Был инспектором Народного комиссариата просвещения УССР, позже — редактором отдела юношеской литературы в Государственном издательстве Украины, литературным редактором художественного отдела Всеукраинской радиоуправления, референтом в РАТАУ. Одновременно обучался в Харьковском сельскохозяйственном институте, который впоследствии оставил и активно включился в литературную жизнь украинской столицы, наряду с писателями И. Микитенко, И. Куликом, П. Панчем, А. Копыленко, О. Донченко, Ю. Смоличем.
Член литературных организаций писателей Украины «Молодняк», «Пролитфронт», клуба литераторов им . В. Блакитного, участвовал в популярных дискуссиях того времени. В харьковских журналах стали печататься первые статьи и рецензии И. Багмута.
В конце 1920-х годов И. Багмут много путешествовал по стране, результатом чего стали книги очерков, публикации в журналах и газетах («Подорож до Небесних гір», «Карелія», «Преріями та джунглями Біробіджана», «Вибухи на півночі» и др.).

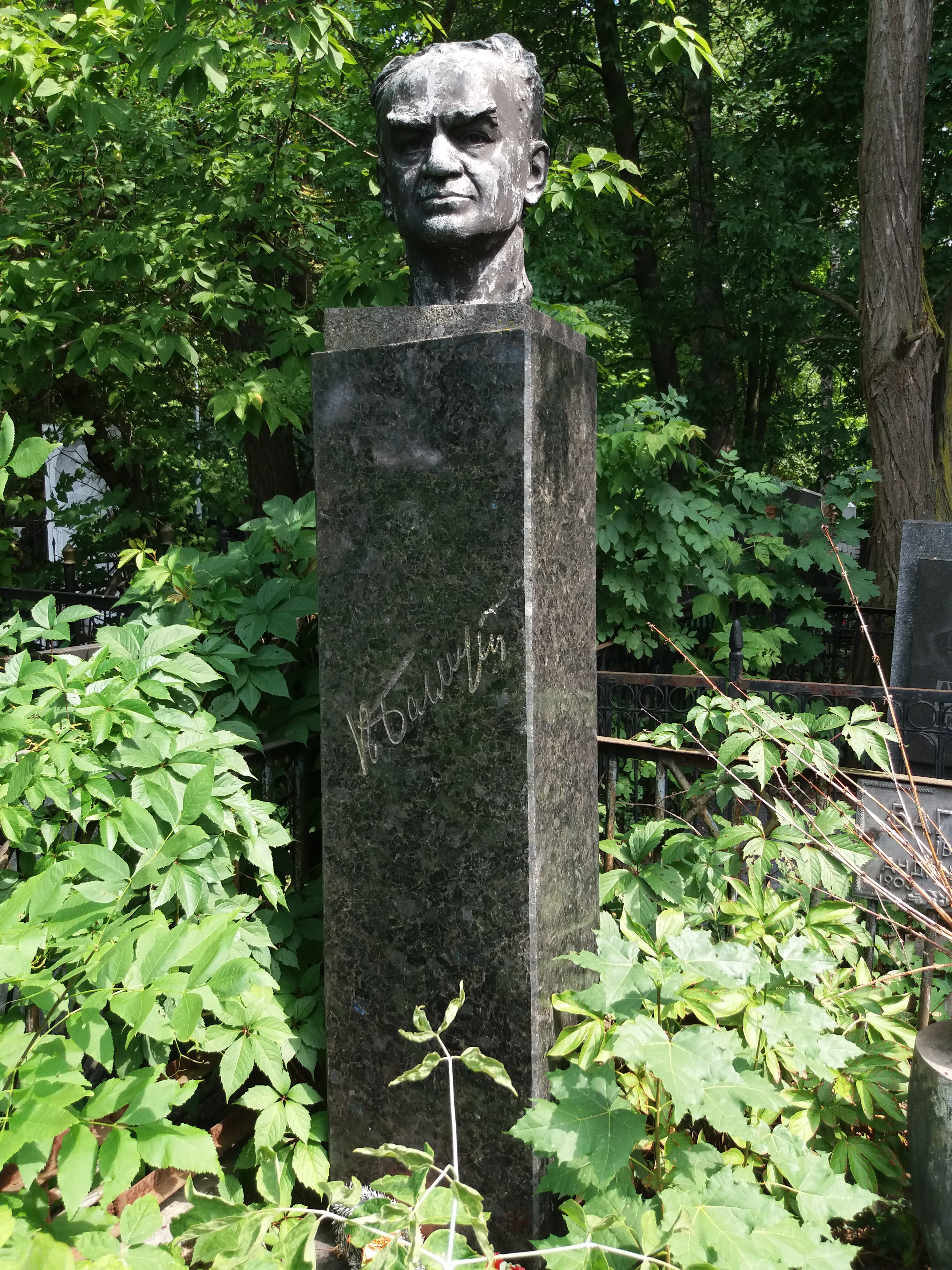
Могила И. А. Багмута на 2-м городском кладбище Харькова

В августе 1935 был арестован Харьковским управлением НКВД УССР. Особое совещание по обвинению в контрреволюционной деятельности осудило его на 6 лет лишения свободы. Отбывал срок в лагерях Коми АССР. Работал геологом в поисковой партии на линии Усть-Вымь-Чибью на строительстве Печорской железной дороги. После освобождения в марте 1941 остался работать там же вольнонаёмным.
В начале Великой Отечественной войны, подал заявление с просьбой добровольно отправить его на фронт. С сентября 1942 — участник войны. Был разведчиком на Воронежском фронте. В феврале 1943 тяжело ранен. В госпитале ему ампутировали ногу, затем долго лечился. В 1944 вернулся в Харьков, работал директором местного отделения Укрлитфонда.
В Харькове возобновил литературную деятельность. Член Союза писателей Украины с 1946 года. Проживал в доме литераторов «Слово».
В марте 1957 — реабилитирован.
Умер в Харькове в 1975 году. Похоронен на городском кладбище № 2.

## Награды
- медаль «За отвагу» (01.02.1943)
- медаль «За трудовую доблесть» (24.11.1960)

## Творчество
После войны Иван Багмут работал, в основном, в жанре детской литературы.
Автор — произведений о Великой Отечественной войне, путевых заметок, очерков, пьес, произведений для детей и юношества.

## Избранные произведения
Сборники рассказов
- Гарячі джерела (1947),
- Оповідання (1951),
- Шматок пирога (1957),
- Злидні (1958),
- Знак на стіні (1961);

Повести
- Счастливый день суворовца Криничного (1948),
- Хозяева Охотских гор (1949),
- Служу Радянському Союзу (1950),
- Блакитне плесо (1959),
- Записки солдата,
- Наш отряд «Смерть фашистам»,
- Подвиг творився так (1961),
- Пригоди чорного кота Лапченка, описані ним самим (1964),
- Життєпис слухняного хлопця (1968);

Пьесы
- Дорога мамочка (1952),
- Степи цвітуть (1959),
- Одного разу в колгоспі,
- Ясне питання и др.

Награждён литературной премией имени Леси Украинки (1973).